# Windsurf World Cup 2008
Der Windsurf World Cup 2008 begann mit dem Wave World Cup in Santa Maria (Kap Verde) am 7. März 2008 und endete mit dem Super-Grand-Slam auf Sylt (Deutschland) am 5. Oktober 2008.

## World-Cup-Wertungen

### Wave
| Rang | Name                   | Land                   | Punkte |
| ---- | ---------------------- | ---------------------- | ------ |
| 01   | Kauli Seadi            | Brasilien              | 6168   |
| 02   | Víctor Fernández López | Spanien                | 5954   |
| 03   | Jonas Ceballos         | Spanien                | 5575   |
| 04   | Josh Angulo            | Kap Verde              | 5575   |
| 05   | Kevin Pritchard        | Vereinigte Staaten     | 5394   |
| 06   | Klaas Voget            | Deutschland            | 5179   |
| 07   | Daniel Bruch           | Spanien                | 5146   |
| 08   | Nik Baker              | Vereinigtes Königreich | 5086   |
| 09   | Ricardo Campello       | Venezuela              | 5047   |
| 10   | Vidar Jensen           | Norwegen               | 5031   |

| Rang | Name                 | Land        | Punkte |
| ---- | -------------------- | ----------- | ------ |
| 01   | Daida Ruano Moreno   | Spanien     | 4184   |
| 02   | Iballa Ruano Moreno  | Spanien     | 4151   |
| 03   | Nayra Alonso         | Spanien     | 3986   |
| 04   | Karin Jaggi          | Schweiz     | 3953   |
| 05   | Junko Nagoshi        | Japan       | 3953   |
| 06   | Silvia Alba Orozco   | Spanien     | 3920   |
| 07   | Waka Nishida         | Japan       | 3557   |
| 07   | Laure Treboux        | Schweiz     | 3557   |
| 09   | Alice Arutkin        | Frankreich  | 3441   |
| 10   | Anne-Marie Reichmann | Niederlande | 1919   |
| 10   | Steffi Wahl          | Deutschland | 1919   |

### Freestyle
| Rang | Name               | Land        | Punkte |
| ---- | ------------------ | ----------- | ------ |
| 01   | Gollito Estredo    | Venezuela   | 6207   |
| 02   | Marcilio Browne    | Brasilien   | 6168   |
| 03   | Kiri Thode         | Bonaire     | 6069   |
| 04   | Everon Frans       | Bonaire     | 6036   |
| 05   | Antxon Otaegui     | Spanien     | 6036   |
| 06   | Ricardo Campello   | Venezuela   | 5987   |
| 07   | Elton Frans        | Bonaire     | 5657   |
| 08   | Nicolas Akgazciyan | Frankreich  | 5641   |
| 09   | Normen Günzlein    | Deutschland | 5591   |
| 10   | André Paskowski    | Deutschland | 5559   |

| Rang | Name                      | Land      | Punkte |
| ---- | ------------------------- | --------- | ------ |
| 01   | Sarah-Quita Offringa      | Aruba     | 6300   |
| 02   | Daida Ruano Moreno        | Spanien   | 6168   |
| 03   | Laure Treboux             | Schweiz   | 6102   |
| 04   | Junko Nagoshi             | Japan     | 5987   |
| 05   | Iballa Ruano Moreno       | Spanien   | 5888   |
| 06   | Yolanda Freites de Brendt | Venezuela | 5822   |
| 07   | Silvia Alba Orozco        | Spanien   | 5700   |
| 08   | Olya Raskina              | Russland  | 5460   |
| 09   | Nina Tjernberg            | Schweden  | 3640   |
| 10   | Nayra Alonso              | Spanien   | 1902   |

### Slalom
| Rang | Name                | Land                     | Punkte |
| ---- | ------------------- | ------------------------ | ------ |
| 01   | Antoine Albeau      | Frankreich               | 8367   |
| 02   | Bjørn Dunkerbeck    | Schweiz                  | 8301   |
| 03   | Kevin Pritchard     | Vereinigte Staaten       | 8070   |
| 04   | Ross Williams       | Vereinigtes Königreich   | 7938   |
| 05   | Cyril Moussilmani   | Frankreich               | 7806   |
| 06   | Peter Volwater      | Niederlande              | 7674   |
| 07   | Finian Maynard      | Britische Jungferninseln | 7641   |
| 08   | Sylvain Moussilmani | Frankreich               | 7509   |
| 09   | Ben van der Steen   | Niederlande              | 7344   |
| 10   | Josh Angulo         | Kap Verde                | 7245   |

| Rang | Name                | Land          | Punkte |
| ---- | ------------------- | ------------- | ------ |
| 01   | Karin Jaggi         | Schweiz       | 6234   |
| 02   | Valérie Ghibaudo    | Frankreich    | 6102   |
| 03   | Sarah Hebert        | Neukaledonien | 5805   |
| 04   | Alice Arutkin       | Frankreich    | 5772   |
| 05   | Lee-el Korzits      | Israel        | 5739   |
| 06   | Iballa Ruano Moreno | Spanien       | 5673   |
| 07   | Lena Erdil          | Türkei        | 5442   |
| 08   | Çağla Kubat         | Türkei        | 5145   |
| 09   | Ayako Suzuki        | Japan         | 3771   |
| 10   | Marion Raïsi        | Frankreich    | 3639   |

## Podestplatzierungen Männer

### Wave
| Datum               | Ort            | 1. Platz               | 2. Platz         | 3. Platz      |
| ------------------- | -------------- | ---------------------- | ---------------- | ------------- |
| 07.03. – 16.03.2008 | Santa Maria    | Kauli Seadi            | Josh Angulo      | Jason Polakow |
| 03.07. – 12.07.2008 | Pozo Izquierdo | Víctor Fernández López | Ricardo Campello | Daniel Bruch  |
| 26.09. – 05.10.2008 | Sylt           | Víctor Fernández López | Kauli Seadi      | Klaas Voget   |

### Freestyle
| Datum               | Ort           | 1. Platz        | 2. Platz        | 3. Platz         |
| ------------------- | ------------- | --------------- | --------------- | ---------------- |
| 29.04. – 04.05.2008 | Podersdorf    | Gollito Estredo | Marcilio Browne | Everon Frans     |
| 23.06. – 28.06.2008 | Costa Teguise | Gollito Estredo | Kiri Thode      | Ricardo Campello |
| 18.07. – 28.07.2008 | Costa Calma   | Marcilio Browne | Gollito Estredo | Ricardo Campello |
| 26.09. – 05.10.2008 | Sylt          | Antxon Otaegui  | Gollito Estredo | Kiri Thode       |

### Slalom
| Datum               | Ort                | 1. Platz                      | 2. Platz                      | 3. Platz                      |
| ------------------- | ------------------ | ----------------------------- | ----------------------------- | ----------------------------- |
| 12.05. – 17.05.2008 | Ulsan              | Wegen zu wenig Wind abgesagt. | Wegen zu wenig Wind abgesagt. | Wegen zu wenig Wind abgesagt. |
| 10.06. – 15.06.2008 | Sant Pere Pescador | Antoine Albeau                | Finian Maynard                | Micah Buzianis                |
| 03.07. – 12.07.2008 | Pozo Izquierdo     | Antoine Albeau                | Kevin Pritchard               | Bjørn Dunkerbeck              |
| 18.07. – 28.07.2008 | Costa Calma        | Antoine Albeau                | Bjørn Dunkerbeck              | Kevin Pritchard               |
| 10.08. – 16.08.2008 | Alaçatı            | Bjørn Dunkerbeck              | Antoine Albeau                | Ross Williams                 |
| 26.09. – 05.10.2008 | Sylt               | Bjørn Dunkerbeck              | Antoine Albeau                | Cyril Moussilmani             |

## Podestplatzierungen Frauen

### Wave
| Datum               | Ort            | 1. Platz                               | 2. Platz                               | 3. Platz      |
| ------------------- | -------------- | -------------------------------------- | -------------------------------------- | ------------- |
| 03.07. – 12.07.2008 | Pozo Izquierdo | Daida Ruano Moreno                     | Iballa Ruano Moreno                    | Karin Jaggi   |
| 26.09. – 05.10.2008 | Sylt           | Daida Ruano Moreno Iballa Ruano Moreno | Daida Ruano Moreno Iballa Ruano Moreno | Junko Nagoshi |

### Freestyle
| Datum               | Ort            | 1. Platz             | 2. Platz           | 3. Platz           |
| ------------------- | -------------- | -------------------- | ------------------ | ------------------ |
| 23.06. – 28.06.2008 | Costa Teguise  | Sarah-Quita Offringa | Laure Treboux      | Daida Ruano Moreno |
| 03.07. – 12.07.2008 | Pozo Izquierdo | Sarah-Quita Offringa | Daida Ruano Moreno | Junko Nagoshi      |
| 18.07. – 28.07.2008 | Costa Calma    | Sarah-Quita Offringa | Daida Ruano Moreno | Laure Treboux      |

### Slalom
| Datum               | Ort                | 1. Platz                      | 2. Platz                      | 3. Platz                      |
| ------------------- | ------------------ | ----------------------------- | ----------------------------- | ----------------------------- |
| 12.05. – 17.05.2008 | Ulsan              | Wegen zu wenig Wind abgesagt. | Wegen zu wenig Wind abgesagt. | Wegen zu wenig Wind abgesagt. |
| 10.06. – 15.06.2008 | Sant Pere Pescador | Karin Jaggi                   | Iballa Ruano Moreno           | Lee-el Korzits                |
| 18.07. – 28.07.2008 | Costa Calma        | Valérie Ghibaudo              | Karin Jaggi                   | Junko Nagoshi                 |
| 10.08. – 16.08.2008 | Alaçatı            | Valérie Ghibaudo              | Karin Jaggi                   | Lena Erdil                    |

## Konstrukteurscup
| Rang | Firma        | Punkte |
| ---- | ------------ | ------ |
| 01   | Starboard    | 31     |
| 02   | Fanatic      | 30     |
| 03   | JP Australia | 17     |
| 04   | F2           | 14     |
| 05   | Mistral      | 9      |

| Rang | Firma       | Punkte |
| ---- | ----------- | ------ |
| 01   | Neil Pryde  | 34     |
| 01   | North Sails | 34     |
| 03   | Gaastra     | 31     |
| 04   | Simmer      | 10     |
| 05   | Maui Sails  | 5      |

| Rang | Firma       | Punkte |
| ---- | ----------- | ------ |
| 01   | Neil Pryde  | 34     |
| 01   | North Sails | 34     |
| 03   | Gaastra     | 31     |
| 04   | Simmer      | 10     |
| 05   | Maui Sails  | 5      |